# Napoleon prelazi Alpe
Napoleon prelazi Alpe (francuski: Bonaparte franchissant le Grand-Saint-Bernard, tj. „Napoleon prelazi preko prijelaza Grand-Saint-Bernard”) je slavno ulje na platnu koje je 1801. godine naslikao tada najveći i najutjecajniji neoklasicistički slikar, Jacques-Louis David. Ovu sliku je naručio Karlo IV. Španjolski, a u trenutku kada je Jacques-Louis David naslikao bio je najvažniji slikar u Francuskoj. Nakon što je bio ispratio Francusku revoluciju, bez dvojbe je slijedio i Napoleona, oduševljen njegovim ozračjem herojstva. Naime, Napoleon je tada imao tek 28 godina i već je bio cijenjen general koji je već dva puta pobijedio Austrijance u Italiji u samo pet godina. Iako je Napoleon odbio pozirati za sliku, slikaru je poslao svoju uniformu koju je nosio u Bitci za Marengo. Također, izrazio je želju da ga se radije naslika „mirnog na hirovitom pastuhu“ nego da bude prikazan s isukanom sabljom kako je predložio David. U duhu svog slikarstva, David ga je naslikao iznimno idealizirano.
Napoleon je predstavljen kao romantičarski heroj na propetom konju ogrnut u vatrenu pelerinu. U stvarnosti je putovao na magarcu ogrnut neuglednim sivim kaputom. Iako je potpuno neoklasična u čvrstoći linija, ova slika ima baroknu dramatičnu dijagonalnu kompoziciju, koja stvara romantičarski dojam. Dijagonalna kompozicija pretpostavlja trenutak kada je Napoleon naredio svojoj vojsci da napreduje preko obronka, no na slici on gleda u nas promatrače kao da nas poziva da ga slijedimo. U iznimnoj propagandnoj slici koja je nastala Napoleon se povezuje s Hanibalom i Karlom Velikim, koji su također prešli Alpe sa svojom vojskom, tako što je laskajući Napoleonu David urezao imena ove trojice vojskovođa na kamen u lijevom kutu slike.
Ovu izvornu sliku sa žutim ogrtačem Naoleon je dao umnožiti mnogo puta s drukčijom bojom ogrtača (Austrijska galerija Belvedere, Muzej povijesti umjetnosti u Beču i dr.). Kada je Napoleon skinut s vlasti 1814. godine, David se preselio u Bruxelles, gdje je i preminuo 1825. god.